# Lahnau
Lahnau är en kommun i Lahn-Dill-Kreis i Regierungsbezirk Gießen i förbundslandet Hessen i Tyskland. Kommunen bildades 1 augusti 1979 när staden Lahn bildad 1 januari 1977 delades och de tidigare kommunerna Waldgirmes, Dorlar och Atzbach bildade kommunen Lahnau 1 augusti 1979.